# Архиепископ и митрополит карловачки Самуило
Самуило Маширевић (Сомбор, 16. јануар 1804 — Сремски Карловци, 20. јануар 1870) био је архиепископ и митрополит карловачки од 1864. до 1870. године.

## Биографија
Рођен је у Билићу, садашњем приградском насељу Сомбора, 16. јануара 1804. године. Његово световно име било је Сава Маширевић. Завршио је гимназију, правне и теолошке науке, па се замонашио 4. јула 1826. године у манастиру Крушедолу од стране архимандрита Димитрија Крестића. Био је архиђакон, синђел и професор богословске школе у Вршцу. Потом је био архимандрит и старешина манастира Светог Ђурђа и Бездина. Када је 1836. године произведен за архимандрита, његов вршњак и пријатељ Јован Стерија Поповић штампао је у Будиму оду Самуилу Маширевићу.
Као архимадрит манастира Бездина изабран је 30. октобра 1852. а посвећен 8. маја 1853. за епископа темишварског. Једанаест година касније, 25. јула 1864. године, изабран је за митрополита карловачког и патријарха српског. Прво је постављен за администратора митрополије, па затим изабран. Потписивао се касније само са "патријарх" (изоставивши "српски") да би тако ујединио Србе и Румуне. У његово време ипак су се отцепили православни Румуни из Ердеља и Баната од карловачке митрополије, којој су се, сто година раније, прикључили, да би избегли масовно унијаћење које је тада вршено у румунском делу Баната и Ердељу. Под Маширевићевим председништвом одржан је у Сремским Карловцима Српски народни црквени сабор 1864—65. године, на којем је донето ново устројство карловачке митрополије. To устројство је 1868. године потврдио цар Франц Јозеф, познато под именом царски рескрипт. По овоме рескрипту управљало се карловачком митрополијом све до тридесетих година 20. века.
Као архиепископ, Маширевић је био човек чврсте руке и много се ангажовао на сређивању прилика у организацији Српске православне цркве, нарочито према положају свештеничког сталежа и црквене хијерархије. Написао је више расправа о проблемима православне цркве.
На Народном црквеном сабору у Карловцима, одржаном 1869. године, Маширевић је дошао у сукоб са Александром Сандићем послаником Милетићеве странке о питању избора председника Сабора. У ствари, то је била само прва јавна манифестација размимоилажења Маширевића и Милетићеве странке, која је тињала раније. Због великог сукоба са Милетићевцима овај сабор се распустио, не решивши многа важна питања нарочито из области школства. Патријарх Маширевић је мислио и да му је сам живот у опасности, па је саставио тестамент за случај да од народњака буде убијен.
Самуило Маширевић је умро 20. јануара 1870. године у Сремским Карловцима и сахрањен у Саборној цркви.